# Psycho-Pass: Sinners of the System
Psycho-Pass: Sinners of the System, también abreviado como Psycho-Pass SS, es una trilogía de películas de anime japonesas basadas en personajes que aparecen en la serie de televisión Psycho-Pass. La trilogía se anunció por primera vez en 2018 y Production I.G estrenó las películas en Japón a principios de 2019 bajo la dirección de Naoyoshi Shiotani. La película está protagonizada por los talentos de Ayane Sakura, Hiroki Touchi, Kana Hanazawa, Kenji Nojima, Kinryū Arimoto, Tomokazu Seki, entre otros.

## Argumento
Las tres películas presentan historias de fondo de personajes que aparecen en la serie de televisión Psycho-Pass.

### Case 1: Crime and Punishment
El ejecutor Nobuchika Ginoza y la inspectora Mika Shimotsuki de la Unidad 1 encuentran a una mujer traumatizada y rápidamente se hace evidente que una droga ha alterado su estado de ánimo. El equipo de Akane Tsunemori recibe instrucciones de devolverla a una prisión experimental especial, el lugar donde la mujer trabajaba como un terapeuta. Akane envía a su compañero inspector Shimotsuki junto con dos ejecutores, Ginoza y Kunizuka, para investigar la prisión mientras ella y el resto del equipo investigan el caso en Tokio. A través de una nueva combinación de drogas, terapia y trabajo, la prisión ha producido un tipo diferente de sociedad donde los presos criminales latentes actúan en armonía unos con otros, manteniendo sus coeficientes criminales por debajo de 90 en la mayoría de los casos y realizando un trabajo valioso para la sociedad en general. Mika ve a la mujer como una criminal digna de ser asesinada, pero ella y Ginoza se dan cuenta de que la mujer se usó a sí misma como cebo para buscar protección para un niño pequeño. Mika y Ginoza descubren que el alcaide está explotando a los prisioneros para recolectar desechos nucleares que estaban enterrados debajo de la prisión, lo que hace que los prisioneros mueran por radiación. Mika registra la confesión del alcaide sobre sus acciones y se la revela a los prisioneros. Mika luego mata al alcaide, pero los prisioneros se amotinan. Mika y Ginoza persiguen al resto del personal cómplice y luego comienzan a trabajar para proteger a los prisioneros. Más tarde descubren que el Sistema Sybil conocía el motivo del alcaide, ya que la prisión está ubicada sobre el antiguo vertedero de desechos nucleares del Sistema.

### Case 2: First Guardian
Enforcer Teppei Sugo, es un exmilitar respetado. Actuó como el apoyo aéreo del ojo en el cielo para un escuadrón terrestre de infantes de marina junto con Itsuki Otomo, otro piloto y oficial de comunicaciones. Juntos, formaron una familia militar unida, incluida la esposa de Itsuki, Rin, quien era la comandante de tierra del escuadrón. El escuadrón fue enviado a un ataque militar fuera de Japón, pero Sugo pierde a Itsuki durante la pelea. Sugo está devastado por esta pérdida y torturado sobre por qué se le ordenó abandonar a sus compañeros de escuadrón. Se enfrenta a los oficiales de MWPSB, Aoyanagi y Masaoka, quienes le informan que es sospechoso de un ataque terrorista que aparentemente ha sido realizado por el comandante de su escuadrón MIA, Itsuki. Descubren que los militares estaban probando un arma biológica contra el enemigo, que también mató al resto del equipo de ataque. Itsuki sabía sobre el ataque de antemano y dejó sus recuerdos en un androide para vengarse, pero las fuerzas del Departamento lo detienen. Rin intenta asesinar al comandante militar, pero él la mata a ella. Sin embargo, la Oficina marca al oficial al mando por alto nivel de psicopase y lo despide. Después de estos eventos, el nivel de estrés de Sugo aumenta y finalmente se convierte en un ejecutor en el MWPSB.

### Case 3: On the Other Side of Love and Hate
Shinya Kogami viaja por la región del Tíbet-Himalaya como mercenario independiente. Él salva un autobús lleno de refugiados de las guerrillas, incluida una joven mitad japonesa, Tenzing Wangchuk. Ella le pide que le enseñe habilidades de lucha para poder vengarse del asesino de sus padres. Kogami está de acuerdo, pero le advierte que no siga el camino de la venganza como lo hizo en el pasado. Se encuentra con Frederica Hanashiro del Ministerio de Relaciones Exteriores de Japón, aparentemente buscando a kimin, japoneses que han quedado varados fuera del país con el objetivo de devolverlos a casa si tienen un buen tono. Ella ayuda a Kogami a proteger a los refugiados, pero él está herido y García, un mercenario que anteriormente trabajó para las fuerzas de paz de la ONU, lo salva. Mientras Kogami se recupera, reflexiona sobre sus acciones pasadas, de vengarse matando al criminal Shogo Makishima al abandonar a Sybil. Durante las negociaciones de paz, Tenzing rastrea al asesino de su padre hasta una reunión con García, quien está saboteando en secreto las negociaciones. Él la hiere gravemente, pero ella le informa a Kogami del plan de García. Frederica ayuda a Kogami con la condición de que trabaje con ella, por lo que después de matar a García, regresa con ella a Japón.

## Reparto
| Personaje        | Actor de voz original | Actor de doblaje  |
| ---------------- | --------------------- | ----------------- |
| Shinya Kōgami    | Tomokazu Seki         | Aldo Ramírez      |
| Akane Tsunemori  | Kana Hanazawa         | Monserrat Pérez   |
| Nobuchika Ginoza | Kenji Nojima          | Nacho Pineda Díaz |
| Mika Shimotsuki  | Ayane Sakura          | Denisse Leguizamo |
| Teppei Sugo      | Hiroki Tōchi          | Rodo Balderas     |
| Tomomi Masaoka   | Kinryū Arimoto        | Mauricio Vázquez  |
| Sho Hinakawa     | Takahiro Sakurai      | Erick Padilla     |
| Shion Karanomori | Miyuki Sawashiro      | Mariana Trenado   |
| Dominador        | Noriko Hidaka         | Liliana Barba     |

## Producción
Naoyoshi Shiotani se le ocurrió la idea de hacer Sinners of the System después de que se hicieran las producciones de la película de la serie de 2015, Psycho-Pass: The Movie. El director afirmó que la franquicia debería usar nuevos personajes para la secuela Psycho-Pass 3 y Sinners of the System se creó para llenar el vacío entre la película y la tercera serie de televisión. La trilogía también fue un caso de prueba para Psycho-Pass 3 en términos de producción. Para Psycho-Pass, Shiotoani trató de retratar el drama humano a fondo con un episodio de una hora cada uno, para que fuera como un drama extranjero de acción en vivo. Cada Sinners of the System duró aproximadamente 60 minutos cada episodio, pero fue un desafío difícil para el personal lograrlo en lugar del episodio habitual de 30 minutos de la serie de anime de televisión. Production I.G tuvo que juntar muchas cosas en términos de la composición de la historia de las películas, pero a pesar de las dificultades que tuvieron, sintieron que estaba haciendo todo el trabajo, ya que avanzaron en dos lados al mismo tiempo al usar su producción como un caso de prueba para la tercera serie de televisión. Las películas fueron anunciadas por primera vez en Japón por Fuji TV en marzo de 2018.
Shiotani regresó como director de la película, ya que había trabajado en la serie anterior de Psycho-Pass. El novelista Ryō Yoshigami escribió el guion de la primera película, mientras que la segunda fue escrita por Makoto Fukami. Shiotani pasó tiempo en la preproducción. Quería combinar el drama que el guionista Fukami y Yoshigami querían dibujar con el drama que había imaginado, por lo que Shiotani les pidió que escribieran muchas tramas y guiones.

## Lanzamiento
En la taquilla japonesa, el Caso 1 recaudó ¥ 189,833,400, el Caso 2 recaudó ¥ 90,801,400 y el Caso 3 recaudó ¥ 98,001,400, sumando un total de ¥ 378,636,200 para la trilogía. Las tres películas se estrenaron el 18 de septiembre de 2019 en Japón en DVD y Blu-ray. Cada comunicado de prensa doméstico ha aparecido en Oricon por el volumen más vendido en sus lanzamientos.
En Hong Kong, NeoFilms la estrenó en los cines y la primera película se mostró el 1 de agosto de 2019. En Singapur, la trilogía se mostró en japonés con subtítulos en inglés el 2 de noviembre de 2019.
La película también se estrenó en las regiones occidentales. Selecta Vision ha lanzado la trilogía en Blu-Ray y DVD para países de habla hispana. Kaze Alemania ha lanzado la trilogía en países de habla alemana. Kana Home Video ha lanzado la trilogía en Blu-Ray y DVD para los países de habla francesa. En junio de 2021, Anime Limited obtuvo la licencia de la trilogía con el objetivo de lanzarlos en agosto en el Reino Unido e Irlanda. Fue lanzado el 18 de octubre.
El 3 de septiembre de 2022, Crunchyroll anunció que transmitirán la trilogía el 8 de septiembre. El 24 de noviembre, la trilogía tuvo un doblaje en español latino, el cual fue estrenado por la dicha plataforma.